# Feynman-gráf

Példa egy Feynman-gráfra. Az időtengely irányától függően kétféle átalakulást ír le: ha a függőleges tengely az időtengely, akkor két elektron meglöki egymást virtuális fotont cserélve, ha a vízszintes, akkor egy pozitron találkozva egy elektronnal megsemmisítik egymást (annihiláció) egy fotont keltve, majd a foton újabb elektron–pozitron párt kelt (párkeltés).

A Feynman-gráf vagy Feynman-diagram (Richard Feynman nevéről) a kvantumtérelméletekben a kölcsönhatások ábrázolási módja. Az egyes elemirészecske-típusokat különböző vonalak jelölik.

## Jelölések
Azokat a pontokat, ahol a vonalak összeérnek, csúcsnak nevezzük – használatos a vertex szó is, különösen arra való tekintettel, hogy a bomlási vertex jelentése egyértelmű, a bomlási csúcs viszont teljesen félrevezető, mást jelentő kifejezés. Azok a vonalak, amelyek egyik csúcsból a másikba futnak, virtuális részecskét írnak le, a többi vonal, tehát azok, melyeknek van szabad végük, valódi részecskét. A fermionokat folytonos vonal, a weakonokat vagy más néven gyenge mérték bozonokat szaggatott vonal, a gluonokat feltekeredő hullámos vonal (a rugóerő analógiájára), a fotonokat pedig hullámos vonal jelöli. A részecskéket és antirészecskéket a fermionvonalakon lévő nyíl iránya különbözteti meg, részecskék esetén az idő irányába, antirészecskék esetében pedig az idő irányával ellentétesen mutat. A részecskék jele feletti vonal a szuperszimmetrikus partnerére utal.

## Motiváció és történet
A részecskefizikai szórásfolyamatok hatáskeresztmetszetének számítása az összes lehetséges közbülső állapotra való összegzésre redukálódik. Mindegyik megfelel a perturbációszámítás egy kifejezésének (ld. Dyson-sor). Mindegyik ábrázolható egy Feynman-gráffal, amiket sokkal könnyebb áttekinteni, mint egy gyakran tekervényes számítást. Feynman megmutatta, hogyan lehet diagram-amplitúdókat – azaz a részfolyamat hatáskeresztmetszetének amplitúdóját – kiszámolni a Feynman-szabályok segítségével, a rendszer Lagrange-függvényéből kiindulva. A szabályok impulzustérben fő vonalakban így összegezhetők:
- minden belső vonal megfelel az illető virtuális részecske propagátorának
- minden bejövő és kimenő vonal megfelel az illető részecske szabad hullámfüggvényének (ami a Langrange-függvényben szerepel)
- minden vertex megfelel egy szorzófaktornak, benne a négyesimpulzusmegmaradást biztosító Dirac-deltával
- minden vertex esetén a teljes négyesimpulzustérre integrálni kell

Miután a Feynman-gráfok perturbatív sorfejtésből származnak, nemperturbatív effektusokat nem lehet velük ábrázolni, így például az erős kölcsönhatás kötött állapotait sem.
Értékes matematikai technológiájukon túl a Feynman-diagramok mély betekintést engednek a részecskék kölcsönhatásának természetébe. A részecskék minden általuk ábrázolható módon kölcsönhatnak. Történetesen a virtuális részecskék gyorsabban terjedhetnek, mint a fény, de mivel nem megfigyelhetőek, nem sértik a speciális relativitáselméletet, viszont segítenek megőrizni a téridő kauzalitását. Mindez szorosan kötődik a kvantumtérelmélet Feynman által kidolgozott funkcionál integrál formalizmusához (ld. pályaintegrál-formalizmus).
Az ilyen számolások naiv alkalmazása gyakran olyan diagramokhoz vezet, amiknek az amplitúdója végtelen, ami egy fizikai elméletben nemkívánatos. A problémát az okozza, hogy – hibásan – a részecskék önkölcsönhatását elhanyagolták. A renormálás technikája, amit Feynman, Schwinger és Tomonaga dolgozott ki először kompenzálja ezeket a végtelen kifejezéseket. A renormálás után a számítások gyakran nagy pontossággal rekonstruálják a kísérleti eredményeket.
A Feynman-diagramokat és pályaintegrálokat a statisztikus mechanika is használja.

## Az idő folyásának iránya
A gráfot elforgatva, vagy ha úgy tetszik az időtengelyt más-más irányban elképzelve egy gráf több folyamatot is leír, a konkrét értelmezés az adott könyv vagy tárgyalás szabadságához tartozik. Hétköznapi szemléletes módon, ahogy például a könyvet olvassuk, balról jobbra nézzük a diagramot. Operátoros szemléletmódban, ahol a kezdeti állapot (ld. braket-jelölés) a jobb oldalon van, jobbról balra. De nézhetjük ritkábban alulról felfelé vagy felülről lefelé is. Ugyanaz a gráf például balról jobbra Compton-szórás, jobbról balra is az, alulról felfelé elektron-pozitron annihiláció, felülről lefelé párkeltés.
Felmerülnek néha információk arról, mintha a Feynman-diagram és a Feynman-gráf különböző fogalmak lennének. Nos a fizikában ezek ugyanazt jelentik, a Feynman-gráf nem szükségképpen jelenti ugyanazt a fizikában, mint a gráf a matematikában, ahogy a test is mást jelent a fizikában, mint az orvostudományban, és egyik szóhasználat sem pongyola, vagy helytelen. Egy másik különbségtétel ott látszik felmerülni, hogy van-e szigorú idősorrendisége a gráfnak. Például ha a fenti gráfot alulról felfelé nézzük, akkor a foton hol keletkezik és hol nyelődik el, vagy másképpen a bal oldali vagy a jobb oldali folyamat van-e előbb. A kovariáns Feynman-gráf mindkét folyamatot magában foglalja, aminek két nemkovariáns perturbációelméleti gráf felel meg az elmondottaknak megfelelően. Úgy tűnik, az ilyen nemkovariáns gráfokra fordul elő a „diagram” a kovariánsra pedig a „gráf” elnevezés. Ez azonban félrevezető, valójában nem létező elnevezésbeli különbség. Ha különbséget akarunk tenni, akkor meg kell konkrétan mondani, miről van szó.